# 落射荧光显微镜

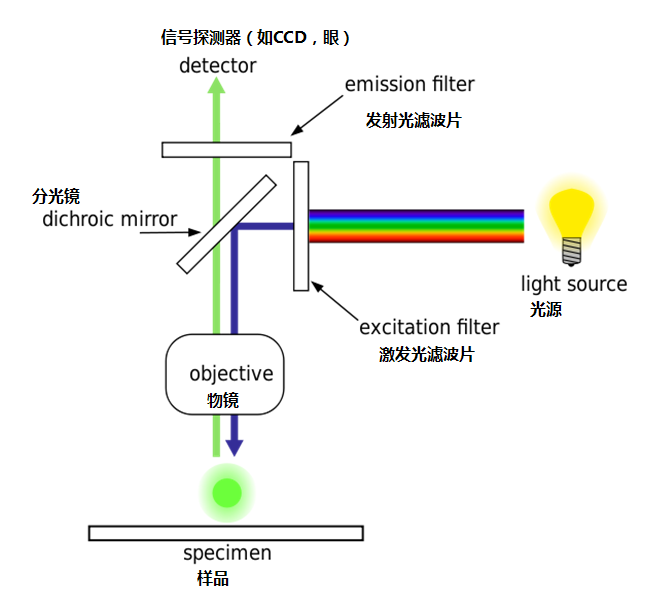
Epi-fl illumination

落射荧光显微镜是荧光显微镜的主要类型，生命科学领域使用尤其如此。

落射荧光显微镜采用落射照明，如图所示：

简单来说，分光镜反射短波，透射长波。短波长激发光在分光镜处反射，由物镜到样品，产生的长波长发射光经物镜返回，并透过分光镜。通常在样品处透射的激发光是反射光的千百倍。检测反射光相对来说，弱化了激发光对发射光的干扰。